# El Carmen (Piura)
El Carmen es un caserío peruano ubicado en el distrito de Tambogrande, perteneciente a la provincia y departamento de Piura, al norte del Perú. 

## Ubicación
El Carmen se ubica al norte de la provincia de Piura, en el distrito de Tambogrande, en el departamento de Piura.

## Demografía
En 2017 El Carmen tenía una población de 802 habitantes.
| Gráfica de evolución demográfica de El Carmen entre 1993 y 2017 |
|                                                                 |
| Fuentes: Población 1993 y 2017                                  |